# Gnu
Gnu (Connochaetes) – rodzaj ssaków z podrodziny antylop (Antilopinae) w obrębie rodziny wołowatych (Bovidae).

## Rozmieszczenie geograficzne
Rodzaj obejmuje gatunki występujące w Afryce.

## Morfologia
Długość ciała 170–280, długość ogona 80–100 cm, wysokość w kłębie samic 106–144 cm, samców 100–156 cm; masa ciała samic 110–216 kg, samców 126–295 kg.

## Systematyka
Rodzaj zdefiniował w 1812 roku niemiecki lekarz, podróżnik, botanik i zoolog Martin Hinrich Carl Lichtenstein w artykule zatytułowanym Rodzaj Antylopy, opublikowanym w czasopiśmie „Der Gesellschaft Naturforschender Freunde zu Berlin Magazin für die neuesten Entdeckungen in der gesammten Naturkunde”. Gatunkiem typowym jest (oznaczenie monotypowe) gnu brunatne (C. gnou).

### Etymologia
- Connochaetes: gr. κοννος konnos ‘zarost, broda’; χαίτη khaitē ‘grzywa’[15].
- Cemas: gr. κεμας kemas ‘młody jeleń’[16]. Gatunek typowy (późniejsze oznaczenie): Antilope gnu J.F. Gmelin, 1788 (= Antilope gnou A.E.W. von Zimmermann, 1780).
- Catablepas: gr. κατωβλεπων katōblepōn ‘legendarne stworzenie z Etiopii’ wspomniane przez Pliniusza, najprawdopodobniej gnu, od κατωβλεπω katōblepō ‘patrzący w dół’[17]. Gatunek typowy (oznaczenie monotypowe): Antilope gnu J.F. Gmelin, 1788 (= Antilope gnou A.E.W. von Zimmermann, 1780).
- Gorgon: gr. γοργος gorgos ‘groźny, straszny’[18]. Gatunek typowy (oznaczenie monotypowe): Antilope gorgon C.H. Smith, 1827 (= Antilope taurina Burchell, 1823).
- Butragus: gr. βουτραγος boutragos ‘byk-kozioł‘, od βους bous, βοος boos ‘byk, wół’; τραγος tragos ‘kozioł’[19]. Gatunek typowy (oznaczenie monotypowe): Butragus corniculatus J.E. Gray, 1872 (= Antilope taurina Burchell, 1823).
- Oreonagor: gr. ορος oros, ορεος oreos ‘góra’[20]; rodzaj Nagor Laurillard, 1841 (ridbok). Gatunek typowy (oznaczenie monotypowe): †Antilope tournoueri P. Thomas, 1884.
- Pultiphagonides: łac. pultiphagonides ‘papkożerca’, od puls, pultis ‘papka’; gr. -φαγος -phagos ‘jedzący’, od φαγειν phagein ‘jeść’[21]. Gatunek typowy (oryginalne oznaczenie): †Pultiphagonides africanus Hopwood, 1934.

### Podział systematyczny
W zależności od ujęcia systematycznego do rodzaju zalicza się 2 (C. gnou i C. taurinus) lub 5 (C. gnou, C. taurinus, C. johnstoni, C. albojubatus i C. mearnsi) występujących współcześnie gatunków; tutaj klasyfikacja za Mammals Diversity Database i All the Mammals of the World (2023):
| Grafika | Gatunek               | Autor i rok opisu             | Nazwa zwyczajowa | Podgatunki         | Rozmieszczenie geograficzne | Podstawowe wymiary                          | Status IUCN |
| ------- | --------------------- | ----------------------------- | ---------------- | ------------------ | --- | ------------------------------------------- | ----------- |
|         | Connochaetes gnou     | (A.E.W. von Zimmermann, 1780) | gnu brunatne     | gatunek monotypowy | umiarkowane tereny trawiaste w Południowej Afryce, Lesotho i Eswatini | DC: 170–220 cm DO: 80–100 cm MC: 110–161 kg | LC          |
|         | Connochaetes taurinus | (Burchell, 1823)              | gnu pręgowane    | 4 podgatunki       | południowa Kenia, północna i wschodnia Tanzania, Zambia, południowa Angola, Namibia, Botswana, Zimbabwe, Mozambik, północna i wschodnia Południowa Afryka oraz Eswatini; introdukowany do regionów poza dawnym zasięgiem; zakres wysokości: 0–2500 m n.p.m. | DC: 172–203 cm DO: 55–73 cm MC: 141–271 kg  | LC          |

Kategorie IUCN:  LC  – gatunek najmniejszej troski.
Opisano również kilka gatunków wymarłych:
- Connochaetes africanus (Hopwood, 1934)[9] (Tanzania; środkowy plejstocen)
- Connochaetes gentryi J.M. Harris, 1991[24] (Kenia; późny pliocen–wczesny plejstocen)
- Connochaetes grandis Cooke & Wells, 1951[25] (Zimbabwe; plejstocen)
- Connochaetes laticornutus (van Hoepen, 1932)[26] (Kenia; środkowy plejstocen)
- Connochaetes tournoueri (P. Thomas, 1884)[27] (Algieria; późny pliocen)